# Moana Moo-Caille
Moana Moo-Caille (nascido em 13 de agosto de 1988) é um ciclista francês que representa França no ciclismo BMX. Participou nos Jogos Olímpicos de Verão de 2012 em Londres, terminando na vigésima segunda posição. Moana conquistou a medalha de bronze na corrida masculina do Campeonato Mundial de BMX em 2012.